# Onyx perfectus
Onyx perfectus is een rondwormensoort uit de familie van de Desmodoridae. De wetenschappelijke naam van de soort is voor het eerst geldig gepubliceerd in 1891 door Cobb.